# Оскар Шенфельдер
Оскар Шенфельдер (нім. Oscar Schönfelder, нар. 5 лютого 2001, Берлін, Німеччина) — німецький футболіст, вінгер клубу «Вердер».
На правах оренди грає у клубі «Ян Регенсбург».

## Ігрова кар'єра

### Клубна
Оскар Шенфельдер є вихованцем клубу «Майнц 05», де він грав у молодіжній команді з 2013 року. Влітку 2020 року на правах вільного агента футболіст перейшов до клубу Бундесліги «Вердер». Його дебют у новій команді відбувся у серпні 2021 року у матчі на Кубок Німеччини.
У червні 2022 року було анонсовано орендний договір, згідно якого Оскар Шенфельдер до кінця сезону відправлявся в оренду у клуб Другої Бундесліги «Ян Регенсбург».

### Збірна
З 2016 року Оскар Шенфельдер захищає кольори юнацьких збірних Німеччини різних вікових категорій.